# Дренте, Ройстон
Ро́йстон Ри́кки Дре́нте (нидерл. Royston Rickie Drenthe; род. 8 апреля 1987, Роттердам, Южная Голландия) — нидерландский футболист, защитник и полузащитник испанского клуба «Расинг Мурсия».

## Клубная карьера
Ройстон Дренте — воспитанник роттердамских футбольных клубов «Фейеноорд» и «Эксельсиор».
В сезоне 2005/06 впервые вышел на поле за основную команду «Фейеноорда» в чемпионате Нидерландов. В том сезоне сыграл только 3 матча, уже в следующем — стал регулярно играть, проведя в общей сложности 28 игр за клуб.
На чемпионате Европы среди молодёжных команд в 2007 году Ройстон выступил блестяще, и им заинтересовались иностранные клубы («Барселона», «Реал Мадрид» и «Челси»). Первоначально «Фейеноорд» не отпускал футболиста, но после долгих переговоров согласился продать «Реалу» за € 14 млн.
Официальный дебют Дренте в «Реале» состоялся во втором матче Суперкубка Испании против «Севильи». В начале сезона 2007/08 Дренте регулярно играл в основном составе, но вскоре уступил место на поле набравшему хорошую форму бразильцу Марсело. Поэтому 31 августа 2010 года он перешёл в «Эркулес» на правах аренды, в составе которого принял участие в 17 матчах и забил четыре гола. Между клубами была договорённость, что в случае выхода игрока на поле в матче против своего основного клуба «Реалу» должна быть выплачена сумма в размере € 2 млн. Следующий сезон Дренте на правах аренды провёл в английском «Эвертоне».
С мая по декабрь 2012 года не имел никакой игровой практики, а 2 февраля 2013 года подписал контракт сроком на 3,5 года с российским клубом «Алания». 15 апреля сделал первый в карьере хет-трик — в ворота «Мордовии». Но по итогам сезона клуб вылетел из Премьер-лиги.
21 июня 2013 года подписал двухлетний контракт с «Редингом». Соглашение включало в себя опцию продления ещё на год.
1 сентября 2014 года был арендован клубом «Шеффилд Уэнсдей» на полгода без права выкупа.
23 января 2015 года перешёл в «Кайсери Эрджиесспор». Соглашение было рассчитано на два с половиной года.
В сентябре 2015 года перешёл в клуб «Бани Яс» из Абу-Даби, выступающий в чемпионате ОАЭ.
В феврале 2017 объявил о завершении карьеры и решении стать рэпером.
Летом 2018 году возобновил карьеру и присоединился к роттердамской «Спарте».
В январе 2021 года на правах свободного агента перебрался в «Расинг Мурсию».

## Карьера в сборной
Ройстон Дренте впервые сыграл за молодёжную команду своей страны, куда был приглашён тренером Фоппе де Ханом, на чемпионате Европы 2007, который проводился в Нидерландах. Он был одним из самых важных игроков сборной Голландии и был признан лучшим игроком этого турнира, который голландцы и выиграли.
В следующем году представлял свою страну на летних Олимпийских играх 2008 года.
14 ноября 2010 года Дренте впервые был вызван в основную команду сборной Голландии тренером Бертом ван Марвейком, который выбрал его в качестве замены выбывшему из-за травмы Урби Эмануэльсону. Три дня спустя он дебютировал, выйдя на замену во второй половине товарищеского матча с Турцией.

## Достижения
«Реал Мадрид»
- Чемпионат Испании: 2007/08
- Суперкубок Испании: 2008

Нидерланды (до 21)
- Чемпионат Европы (до 21): 2007

Личные
- Лучший игрок чемпионата Европы среди молодёжных команд: 2007

## Статистика выступлений

### Клубная
| Клуб             | Сезон            | Лига | Лига | Кубки | Кубки | Еврокубки | Еврокубки | Прочее | Прочее | Итого | Итого |
| Клуб             | Сезон            | Игры | Голы | Игры  | Голы  | Игры      | Голы      | Игры   | Голы   | Игры  | Голы  |
| ---------------- | ---------------- | ---- | ---- | ----- | ----- | --------- | --------- | ------ | ------ | ----- | ----- |
| Фейеноорд        | 2005/06          | 3    | 0    | 0     | 0     | 0         | 0         | 0      | 0      | 3     | 0     |
| Фейеноорд        | 2006/07          | 26   | 0    | 0     | 0     | 2         | 0         | 0      | 0      | 28    | 0     |
| Фейеноорд        | Итого            | 29   | 0    | 0     | 0     | 2         | 0         | 0      | 0      | 31    | 0     |
| Реал Мадрид      | 2007/08          | 18   | 2    | 2     | 0     | 4         | 0         | 1      | 1      | 26    | 3     |
| Реал Мадрид      | 2008/09          | 20   | 0    | 0     | 0     | 5         | 0         | 0      | 0      | 28    | 0     |
| Реал Мадрид      | 2009/10          | 8    | 0    | 1     | 0     | 2         | 1         | 0      | 0      | 11    | 1     |
| Реал Мадрид      | Итого            | 46   | 2    | 3     | 0     | 11        | 1         | 1      | 1      | 65    | 4     |
| Эркулес          | 2010/11          | 17   | 4    | 2     | 0     | 0         | 0         | 0      | 0      | 19    | 4     |
| Эркулес          | Итого            | 17   | 4    | 2     | 0     | 0         | 0         | 0      | 0      | 19    | 4     |
| Эвертон          | 2011/12          | 21   | 3    | 6     | 1     | 0         | 0         | 0      | 0      | 27    | 4     |
| Эвертон          | Итого            | 21   | 3    | 6     | 1     | 0         | 0         | 0      | 0      | 27    | 4     |
| Алания           | 2012/13          | 6    | 3    | 0     | 0     | 0         | 0         | 0      | 0      | 6     | 3     |
| Алания           | Итого            | 6    | 3    | 0     | 0     | 0         | 0         | 0      | 0      | 6     | 3     |
| Всего за карьеру | Всего за карьеру | 119  | 12   | 11    | 1     | 13        | 1         | 1      | 1      | 154   | 15    |

### Матчи за сборную
| Матчи и голы Дренте за сборную Нидерландов | Матчи и голы Дренте за сборную Нидерландов | Матчи и голы Дренте за сборную Нидерландов | Матчи и голы Дренте за сборную Нидерландов | Матчи и голы Дренте за сборную Нидерландов | Матчи и голы Дренте за сборную Нидерландов |
| №                                          | Дата                                       | Соперник                                   | Счёт                                       | Голы Дренте                                | Соревнование                               |
| ------------------------------------------ | ------------------------------------------ | ------------------------------------------ | ------------------------------------------ | ------------------------------------------ | ------------------------------------------ |
| 1                                          | 17 ноября 2010                             | Турция                                     | 1:0                                        | -                                          | Товарищеский матч                          |

Итого: 1 матч / 0 голов; 1 победа, 0 ничьих, 0 поражений